# Władimir Masorin
Władimir Wasiliewicz Masorin, ros. Владимир Васильевич Масорин (ur. 24 sierpnia 1947 w Biełyju) – radziecki i rosyjski dowódca wojskowy, admirał floty, były dowódca Marynarki Wojennej Federacji Rosyjskiej.

## Życiorys
Po ukończeniu studiów rozpoczął służbę w Flocie Północnej jako dowódca grupy i dowódca działu artylerii niszczyciela „Smyszlenyj”. Po kursach doskonalących kontynuował służbę na niszczycielach, a w 1983 przeszedł do sztabu brygady. Tam - po zakończeniu studiów zaocznych - został dowódcą, a od stycznia 1989 szefem sztabu eskadry. Następnie był szefem sztabu Flotylli Kolskiej i dowodził Flotyllą Kaspijską. Od 9 października 2002 był dowódcą Floty Czarnomorskiej.
4 września 2005 został wyznaczony na dowódcę Marynarki Wojennej.
Odszedł z czynnej służby 12 września 2007 ze względu na wysługę lat.